# Ectatoderus pallidegeniculatus
Ectatoderus pallidegeniculatus är en insektsart som beskrevs av Brunner von Wattenwyl 1893. Ectatoderus pallidegeniculatus ingår i släktet Ectatoderus och familjen Mogoplistidae. Inga underarter finns listade i Catalogue of Life.